# Platynectes babai
Platynectes babai är en skalbaggsart som beskrevs av Sato 1982. Platynectes babai ingår i släktet Platynectes och familjen dykare. Inga underarter finns listade i Catalogue of Life.